# امیرحسین نیک‌پور
امیر حسین نیک‌پور (زادهٔ ۶ اسفند ۱۳۸۰) بازیکن فوتبال اهل ایران است که در پست دروازه‌بان برای  

باشگاه فوتبال استقلال در لیگ برتر خلیج فارس بازی می‌کند.

## سوابق باشگاهی

### استقلال
نیک پور در ۱۹ مرداد ۱۴۰۳ در نقل انتقالات تابستانی با عقد قراردادی سه ساله به باشگاه فوتبال استقلال پیوست.او در بازی تدارکاتی پیش فصل در نبود سیدحسین  حسینی در درون دروازه استقلال ایستاد.